# Suzanne Liébrard
Suzanne Liébrard (född Cusin), född 5 april 1894, död 26 mars 1932, var en fransk friidrottare med löpgrenar som huvudgren. Liébrard blev silvermedaljör vid den första damolympiaden 1921 och var en pionjär inom damidrott.

## Biografi

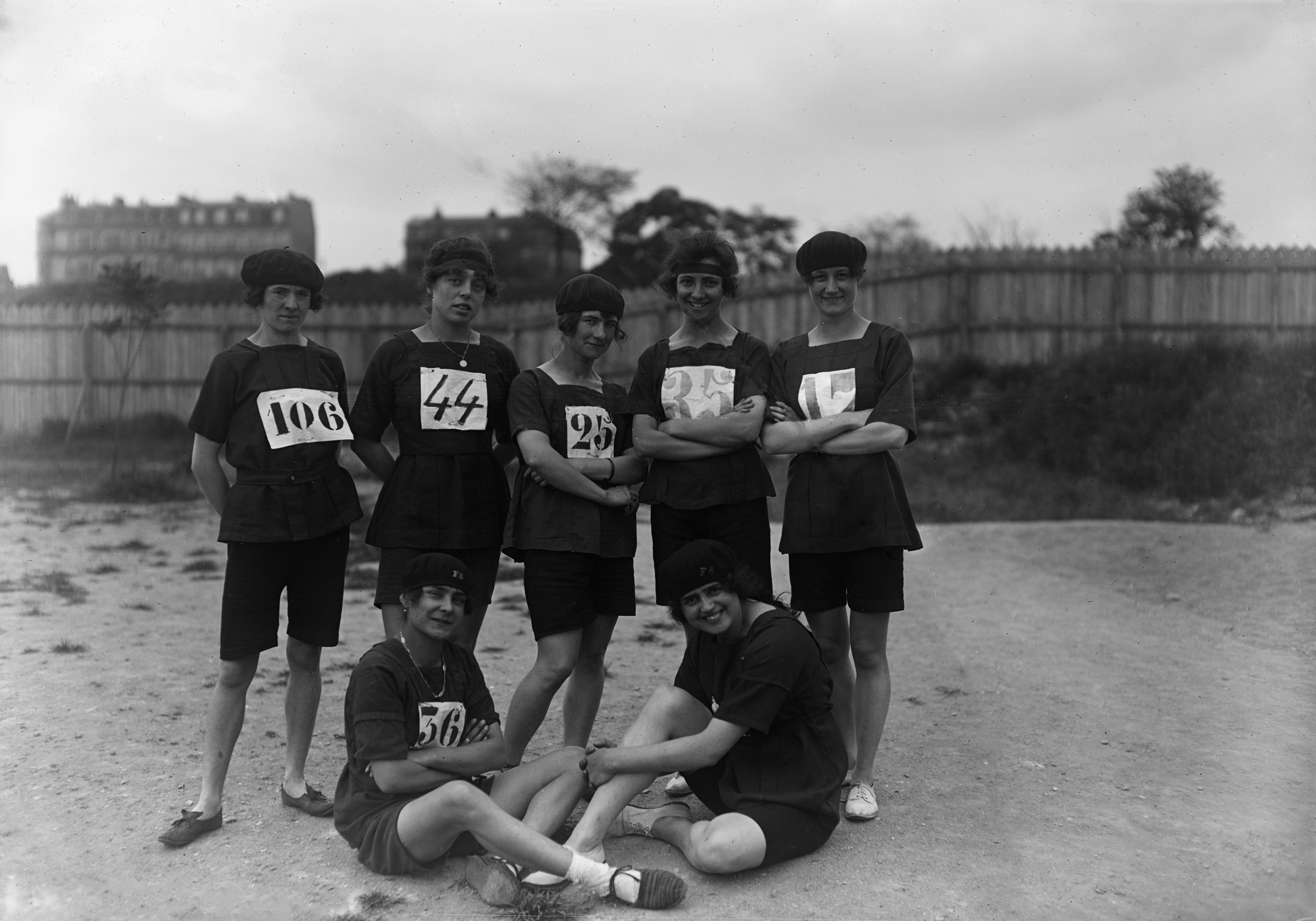
Fémina Sport 1920, bl.a. Suzanne Liébrard (44), Germaine Delapierre (25), Lucie Cadiès (35), Thérèse Brulé (17), Lucie Bréard (36)

Suzanne Liébrard föddes i Frankrike, i ungdomstiden var hon aktiv friidrottare och var en av grundarna till kvinnoidrottsföreningen Fémina Sport (grundad 27 juli 1912) i Paris. Hon tävlade främst i löpgrenar men var även i längdhopp, kulstötning och spjutkastning. Hon var även aktiv som fotbollsspelare. Hon var yrkesverksam som revisor.
Vid de franska mästerskapen 15 juli 1917 (de första för damer) på stadion Porte de Brancio i Paris tog hon guldmedalj i häcklöpning, längdhopp och längdhopp utan ansats samt spjutkastning, silvermedalj i löpning 60 meter (efter Thérèse Brulé) och höjdhopp utan ansats, delad bronsmedalj i höjdhopp samt en 6.e plats i kulstötning. Hennes prestationer i häcklöpning, längdhopp och spjutkastning var franska rekord.
1917 bildade Fémina Sport även första franska fotbollsdamlaget. Den första dokumenterade matchen spelades 30 september mellan Femina lag A och Femina lag B med Liébrard och Thérèse Brulé som respektive lagkaptener.
Den 7 juli 1918 tog hon åter franska mästartitlar i löpning 80 meter, 300 meter och häcklöpning samt längdhopp och längdhopp utan ansats vid tävlingar på Jean-Bouinstadion i Paris. Hon tog även silvermedalj i höjdhopp och höjdhopp utan ansats. Hennes prestation i längdhopp var även franskt rekord.
Vid mästerskapen 29 juni 1919 blev hon åter fransk mästare i löpning 80 meter, 300 meter, höjdhopp utan ansats, längdhopp utan ansats samt silvermedaljör i häcklöpning och spjutkastning och nådde delad bronsplats i höjdhopp.
Liébrard deltog i Damolympiaden 1921 i Monte Carlo, under idrottsspelen tog hon silvermedalj i häcklöpning samt silvermedalj i stafettlöpning 4 x 200 meter (med Lucie Bréard, Germaine Delapierre, Thérèse Brulé och Suzanne Liébrard som fjärde löpare). Den 7 augusti samma år satte hon franskt rekord i stafettlöpning 4 x 100 meter (med Lucie Bréard, Thérèse Brulé och Cécile Maugars) vid tävlingar på Pershingstadioni Paris.